# (6663) Tatebayashi
(6663) Tatebayashi (1993 CC) – planetoida z pasa głównego asteroid okrążająca Słońce w ciągu 4,36 lat w średniej odległości 2,67 j.a. Odkryta 12 lutego 1993 roku.